# Magòria-La Campana (métro de Barcelone)
Magòria | La Campana est une station de la ligne 8 du métro de Barcelone.

## Situation sur le réseau
La station se situe sous l'avenue des Cortes catalanes (Gran Via de les Corts Catalanes), sur le territoire de la commune de Barcelone, dans le district de Sants-Montjuïc. Elle s'intercale entre les stations Ildefons Cerdà et le terminus de Plaça d'Espanya de la ligne Llobregat - Anoia des Chemins de fer de la généralité de Catalogne (FGC).

## Histoire
La station est ouverte au public le 11 juillet 1997, à l'occasion du dédoublement de la voie unique qui reliait Ildefons Cerdà et Plaça d'Espanya. Elle est installée quasiment au même endroit que l'ancienne gare de Barcelone-Magòria, en service entre 1912 et 1974.

## Services aux voyageurs

### Accès et accueil
La station dispose de deux voies et d'un quai central.

### Intermodalité
La station permet la correspondance avec les lignes suburbaines et régionales de l'infrastructure Llobregat - Anoia.